# Astragalus fragrans
Astragalus fragrans es una especie de planta del género Astragalus, de la familia de las leguminosas, orden Fabales.

## Distribución
Astragalus fragrans se distribuye por Cáucaso, Georgia, Armenia, Azerbaiyán, Turquía e Irán.

## Taxonomía
Fue descrita científicamente por Willd. Fue publicada en Sp. Pl., ed. 4, 3: 1294 (1802).